# Gleditsia ferox
Gleditsia ferox är en ärtväxtart som beskrevs av René Louiche Desfontaines. Gleditsia ferox ingår i släktet Gleditsia och familjen ärtväxter. Inga underarter finns listade i Catalogue of Life.